# Branko Petričić
Branko Petričić (v srbské cyrilici Бранко Петричић; 1911 Lika, Rakousko-Uhersko – 1984 Bělehrad, SFRJ) byl srbský architekt.
Vystudoval Fakultu architektury Bělehradské univerzity; studia zakončil v roce 1935. Učil se v ateriéru u Le Corbusiera a podílel se na návrhu Plan de Paris 37. Poté se vrátil zpět do Jugoslávie, nicméně nedlouho před vypuknutím druhé světové války. Stihl ještě připravit projekt budovy jugoslávského velvyslanectví v Sofii.
Petričić se podílel na tvorbě urbanistického plánu pro Nový Bělehrad v 50. letech 20. století. Připravil jeho část od železniční tratě až k Dunaji. Podrobně se zabýval architektonickým řešením bloků 1 a 2. Dále navrhl také budovu Domu odborů, která se nachází na náměstí Nikoly Pašiće v centru města. Později byl také ředitelem urbanistického institutu jugoslávské metropole. Mezi další jeho díla patří např. budova lesnické fakulty Bělehradské univerzity.